# Maren Jensen
Maren Kawehilani Jensen (Arcadia, 23 september 1956) is een voormalig Amerikaans model en actrice, vooral bekend als Athena in de serie Battlestar Galactica.

## Filmografie
- The Ace (2016) als production designer
- Don Henley: Not Enough Love In The World (1985) als mysterieuze vrouw
- Deadly Blessing (1981) als Martha Schmidt
- The Love Boat (1979-1980) als Sharon Patrick en Suzanna Wells
- Fantasy Island (1980) als Valerie
- Beyond the Reef (1979) als Diana
- Mission Galactica: The Cylon Attack (1979) als luitenant Athena
- Battlestar Galactica (1978-1979) als luitenant Athena
- Battlestar Galactica (1978) als luitenant Athena
- The Hardy Boys/Nancy Drew Mysteries (1978) als Maryann Dalton en Teri Turner

- Biblioteca Nacional de España: XX1169063
- Bibliothèque nationale de France: cb14580505b (data)
- International Standard Name Identifier: 0000 0001 1439 8695
- Library of Congress Control Number: no2004067767
- MusicBrainz: c4b45e3b-43cf-4dc1-bca3-3acb239626cf